# Ayer Keroh
Ayer Keroh – miasto w Malezji w stanie Malakka. W 2000 roku liczyło 27 746 mieszkańców.